# Систем цивилне одбране Швајцарске
Систем цивилне одбране као део система одбране има веома значајну улогу у превенцији и одржавању безбедности цивилног становништва и материјалних добара. Потпомажући систем одбране, систем цивилне одбране има разне циљеве и задатке како би у миру, ванредној ситуацији или рату могао отклонити могуће или настале последице катастрофа које могу угрозити цивилно становништво, материјална и културна добра, као и животнy срединy. Систем цивилне одбране има веома значајну улогу у превенцији и припреми целокупног становништва и цивилне структуре, како би што ефикасније санирали последице када оне наступе.
У Швајцарској окосницу цивилне одбране представља управо цивилна заштита, која има за главни циљ заштиту становништва од последица катастрофа, ванредних ситуација и оружаног конлфликта, и помоћ у решавању таквих ситуација. Изједначавање уставно наглашене заштите становништва у случају рата (чл. 61 Федералног устава) с пружањем помоћи у ванредним ситуацијама за време мирнодопског стања има одлучујући ефекат на заокуживање нове цивилне заштите.

### Историја Швајцарске
Искуства из Другог светска рата
Два светска рата у првој половини 20. века радикално су променила савремене перцепције претње. Конкретно, Други светски рат и употреба атомске бомбе представљала је огроман деструктивни потенцијал савремене ратне технологије. Због тих нових претњи, питање заштите становништва у могућем рату у Швајцарској на политичкој агенди померено је у 1950-им. Постојала је снажна политичка воља да се у потпуности заштити становништво од последица рата. Самим тим, 1959. године усвојен је чланак о цивилној заштити. Савезни закон о цивилној одбрани од 1. јануара 1963. године означава стварни почетак модерне швајцарске цивилне одбране.
Од шездесетих: фаза изградње у Хладном рату

Услед различитих догађаја у Хладном рату, као што су изградња Берлинског зида 1961. године, кубанска ракетна криза 1962. или Прашко пролеће 1968. године- и неутралне државе су виделе као велику претњу миру . Као одговор на нуклеарно наоружање светских сила САД и Совјетског Савеза, Швајцарска је развила јединствен концепт: широка примена строгих, једноставних и јефтиних склоништа који су се налазили под земљом и омогућавали безбедност швајцарског становништва у случају вођења рата нуклеарним оружјем. До краја Хладног рата, изградња склоништа, као и планирање и организационе припреме за продужени боравак у склоништима представљали су центар цивилне одбране.
Од деведесетих:

Од 1990. године, цивилна одбрана је прошла кроз дубоку реформу и развој: фокус више није заштита против ефеката рата, већ заштита јавности од природних, као и цивилизацијских катастрофа и других ванредних ситуација. Од 2004. године је право цивилне одбране интегрисано у систем цивилне заштите. Одговорност имају кантони, али конфедерација поставља заједничке основе. Конкретно, обавеза служења је и даље једнако регулисана на националном нивоу.
Данас
Данас, цивилна одбрана покрива широк спектар задатака: чланови цивилне одбране обезбеђују неопходну заштиту инфраструктуре и средства за узбуњивање становништва, доприносе систему за навођење и партнерских организација цивилне заштите, али штите и културну робу. Цивилна заштита тако чини неопходан допринос заштити становништва и сигурности земље.
Усмерена је на решавање катастрофа и ванредних ситуација. Ова оријентација је прилагођена данашњим претњама, као и тренутној безбедносној ситуацији.
Поред тога, цивилна одбрана - појачана у смислу кадрова и материјала - такође се може користити у случају оружаног сукоба.

### Организација цивилне одбране Швајцарске
Окосницу цивилне одбране Швајцарске чини цивилна заштита. У Швајцарској се дефинише као “цивилна организација за руковођење, заштиту и помоћ у ванредним ситуацијама. Она штити становништво, привредне и културне вредности у случају природних опасности, катастрофа изазваних од човека и осталих опасности као и у случају војно-политичког угрожавања.” 

#### Одговорности федералне владе, кантона и општина
Цивилна заштита се остварује кроз кантоне, општине и приватне институције које се баве несрећама и ванредним ситуацијама, где су кантони одговорни за организацију, обуку, спремност и употребу цивилне одбране.Федерална влада законодавно регулише основне принципе (нпр. обазезно служење у цивилној заштити), а у неком подручју она поставља заједничке стандарде (нпр. за склоништа) или активно предузима одређење задатке попут координације и обуке.Организација цивилне одбране зависи од одговарајућих претњи, као и политичких и топографских услова и структура у кантону, региону или општини.
Изван националних граница је базирана на билатералној сарадњи, а њени инструменти могу бити коришћени у пружању помоћи за време катастрофа у регионима који су ближе швајцарским границама. На међународном нивоу цивилна заштита такође може имати допринос у управљању кризама у оквиру мреже Партенрство за мир.
Око 15% цивилних организација одбране су организоване на нивоу кантона, око 70% на регионалном нивоу, а само око 15 процената на нивоу заједнице.
У Швајцарској постоји око 250 организација за цивилну заштиту са око 70.000 активних чланова.
На кантоналном и општинском нивоу цивилна заштита обухвата подручја одговорности као што су: спасавање, борба против пожара, поновна изградња, обезбеђење техничких објеката, заштита и збрињавање, здравствена и медицинска служба и логистика.
Меродавни командни органи који имају политички легитимитет, у ванредном стању највећег степена, у катастрофама или у случају оружаног конфликта, постају активни на нивоу кантона, регија и локалних управа. Њихов задатак је да обезбеде комуникацију са надређеним властима, сродним органима и администрацијом, али и да координирају ресурсима. 
Федерални уред за цивилну заштиту на федералном нивоу је орган одговоран за изградњу и развој цивилне заштите. У случајевима угрожавања више кантона, целе земље или суседних држава(што односи се на потресе, радиоактивну контаминацију, проблеме миграције, епидемијске болести људи и животиња, а посебно у случају оружаног конфликта) активира се федерални ниво координације и управљања. 
У циљу постизања максималне ефикасности, цивилна заштита је заступљена у Безбедносној управљачкој групи (‘’Security Steering Group’’) и на тај начин су у цивилној заштити осигуране информације о развоју претњи и опасности. Тиме се указује на то да су створени услови за правовремено алармирање командних органа, прикладно узбуњивање становништва као и остваривање сарадње са другим актерима.
Цивилна заштита и оружане снаге имају обавезу пружања помоћи цивилним институцијама у разрешавању ванредних ситуација када оне саме нису у стању да насталу кризу успешно окончају. У самој држави цивилна заштита и оружане снаге су под контролом одговорних власти кантона, федерације или локалне заједнице, а у случају употребе изван Швајцарске- јединице цивилне заштите и јединице оружаних снага су под ингеренцијом компетентног органа федералног нивоа.

#### Логистика у цивилној одбрани
Логистички елемент је углавном одговоран за логистичке задатке цивилне одбране, али се, уколико је потребно, користи и за друге партнерске организације. Обухвата набавку залиха, употребу средстава транспорта и опреме, одржавање и снабдевање материјала и угоститељство.

#### Организациони модел
Постоје три законске обавезе из којих се састоји систем цивилне заштите, а то су: организовање, изградња склоништа и обавезе служења у цивилној заштити.
Сви мушкарци између 20 и 40 година, који имају швајцарско држављанство и уживају сва грађанска права, имају и обавезу служења у цивилној заштити, а сама обавезност служења егзистира на федерлном нивоу. Федерални закон дозвољава и кантонима могућност увођења обавезног служења, што се односи на противпожарну службу и може се делимично односити на жене. Војни обавезници, припадници полиције, ватрогасних јединица и слични појединци су изузети из обавезе служења у цивилној зашитити. 

### Средства и опрема за цивилну заштиту
Кантони су одговорни за набавку и финансирање личне опреме стражара и материјала за хитну помоћ.
Федерална влада даје материјал који је неопходан за потребе катастрофа и ванредних ситуација. Ово се посебно односи на системе за узбуњивање становништва, телематик системе, на цивилну одбрану, заштитну опрему, као и стандаризовани материјал за цивилну одбрану.

### Међународни симбол цивилне одбране
Међународна заштитна ознака
"Допунски протокол Женевских конвенција Архивирано на веб-сајту  (5. септембар 2017) од 12. августа 1949. о заштити жртава међународних оружаних сукоба" (Допунски протокол I) у члану 66 дефинише међународни симбол цивилне заштите. Састоји се од "једнакостраничног плавог троугла на наранџастој позадини који се користи за заштиту организација цивилне заштите, њиховог особља, њихових зграда и њиховог материјала или за заштиту цивилних склоништа". Особље, зграде и материјали су препознатљиви све док се користе искључиво за обављање задатака цивилне заштите. Заштитне структуре које су доступне цивилном становништву треба идентификовати на сличан начин. У миру, знак се може користити за идентификацију служби цивилне заштите. 